# Kwame Ofori (Footballspieler)
Kwame Ofori (* 13. März 1993) ist ein deutscher American-Football-Spieler.

## Laufbahn
Ofori, Sohn einer deutschen Mutter und eines ghanaischen Vaters, begann seine Karriere im American Football im Jahr 2011 in einer Jugendmannschaft der Hamburg Huskies. Von 2012 bis 2014 gehörte er der Zweitligaherrenmannschaft der Hanseaten an, ab 2014 spielte er für die Huskies in der GFL. Zwischen den Footballspieljahren stand er zeitweilig im Basketball für den Bramfelder SV in der 2. Regionalliga auf dem Feld. Letztere Sportart hatte er bereits betrieben, bevor er sich dem American Football widmete.
2017 wurde Ofori erstmals in die deutsche Footballnationalmannschaft berufen und war bei den World Games in Breslau ein Leistungsträger der Auswahl, die bei dem Turnier die Silbermedaille errang. Für den Gewinn der Silbermedaille wurde er vom Landessportverband Schleswig-Holstein und der schleswig-holsteinischen Landesregierung ausgezeichnet.
Zur 2017er Saison wechselte Ofori zu den Kiel Baltic Hurricanes, für die der 1,90 Meter große Wide Receiver bis 2019 in der GFL auflief. Im Basketball stieß er 2018 zum Regionalligisten Eimsbütteler TV. 2020 schloss er sich GFL-Aufsteiger Elmshorn Fighting Pirates an, zur Austragung der Football-Saison 2020 kam es aufgrund der COVID-19-Pandemie allerdings nicht. Mit der Basketball-Mannschaft des Eimsbütteler TV stieg Ofori 2020 in die 2. Bundesliga ProB auf und war auch in der dritthöchsten deutschen Spielklasse Mitglied des Hamburger Aufgebots. Im Football wurde er 2021 Mitglied der Hamburg Sea Devils. Anfang Februar 2022 gab Ofori sein Karriereende bekannt.